# 옐브루스산
옐브루스산(오세트어: Эльбру́с, 카바르다어: Ӏуащхьэмахуэ, 러시아어: Эльбрус, 카라차이발카르어: Минги-Тау, 조지아어: იალბუზი, 영어: Mount Elbrus)은 캅카스산맥에 있는 높이 5,642 m의 휴화산이다. 러시아의 카바르디노발카리야 공화국과 카라차예보체르케시야 공화국 사이에 있으며, 조지아와의 국경과도 멀지 않다. 캅카스와 러시아에서 가장 높은 산이다. 유럽과 아시아를 나누는 기준에 따라 다르긴 하지만, 많은 사람들이 옐브루스산을 유럽에서도 가장 높은 산으로 꼽는다.

## 같이 보기

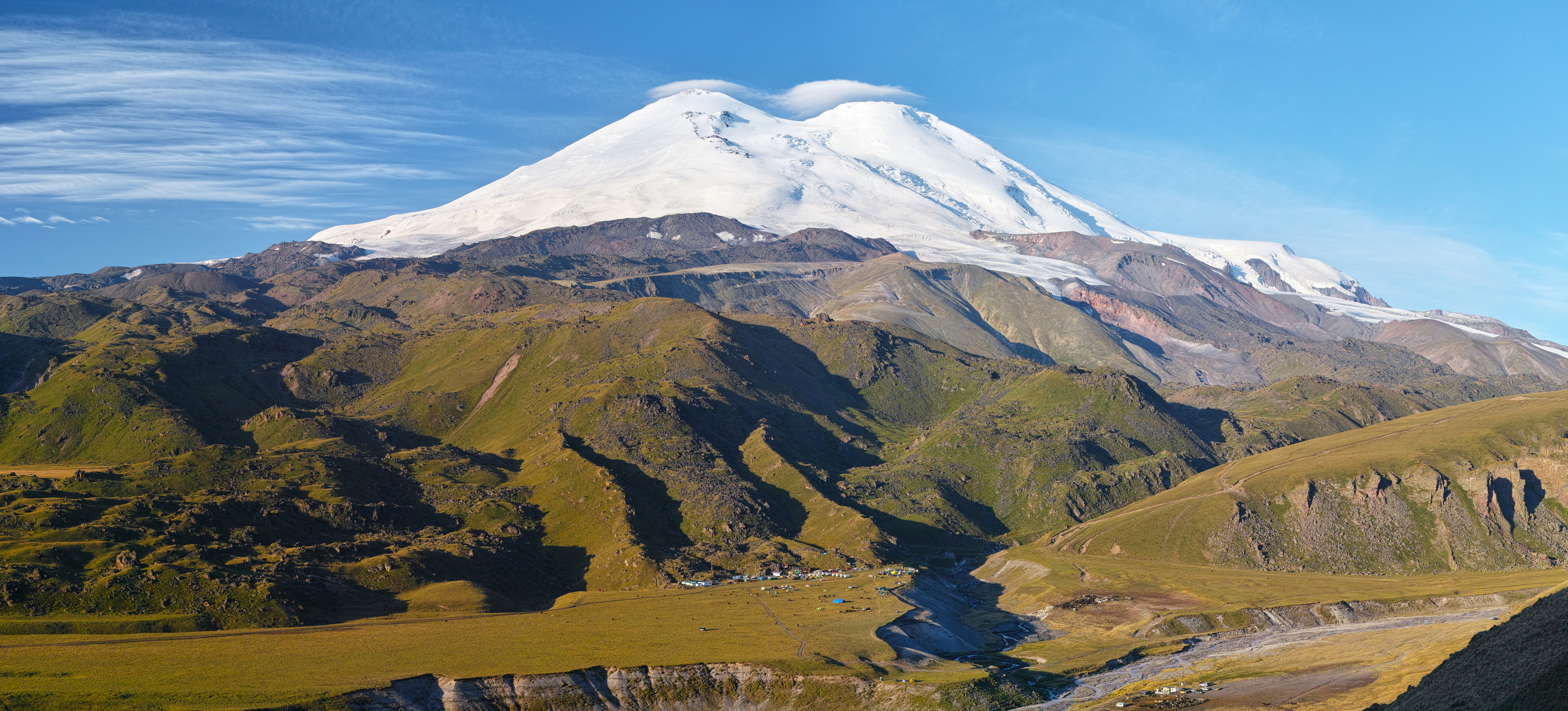
엘브루스산

- 칠대륙 최고봉